# Port lotniczy Aksum
Port lotniczy Aksum (kod IATA: AXU, kod ICAO: HAAX) – etiopskie lotnisko obsługujące Aksum.

## Kierunki lotów i linie lotnicze
| Linia Lotnicza     | Kierunek                                        |
| ------------------ | ----------------------------------------------- |
| Ethiopian Airlines | 1. Addis Abeba 2. Gonder 3. Lalibela 4. Mekelie |